# Història sincrònica

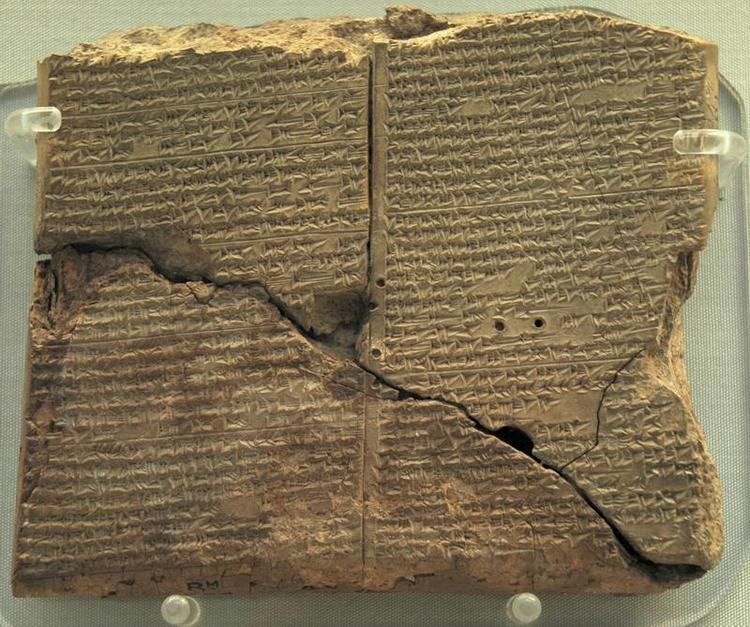
Història Sincrònica (ABC 21), que actualment es troba exposada en el Museu Britànic

Història sincrònica (ABC 21) és una obra historiogràfica del segle VIII aC, trobada a la biblioteca de Asurbanipal, i que relata des d'un punt de vista pro-assiri, les relacions entre Assíria (Assur) i Babilònia (en la denominació cassita, Karduniash) des de prop de Puzur-Aixur III (1500 aC) fins a Adad-nirari III (800 aC). Gràcies a ella s'ha pogut testificar el sincronisme i analitzar la cronologia d'aquest període.